# بله حبيب ديمبيلي
بله حبيب ديمبيلي (بالفرنسية: Habib Dembélé)‏ هو كاتب مسرحي وروائي وشاعر وممثل مالي، ولد في 19 أبريل 1962 في مالي.

## وصلات خارجية
- بله حبيب ديمبيلي على موقع IMDb (الإنجليزية)
- بله حبيب ديمبيلي على موقع ألو سيني (الفرنسية)
- بله حبيب ديمبيلي على موقع ألو سيني (الفرنسية)
- بله حبيب ديمبيلي على موقع أول موفي (الإنجليزية)
- بله حبيب ديمبيلي على موقع قاعدة بيانات الفيلم (الإنجليزية)
- بله حبيب ديمبيلي على موقع كينوبويسك (الروسية)